# Tarulus
Sous-genre
Synonymes
Cymindis (Tarulus)
Tarulus est un sous-genre de coléoptères de la famille des Carabidae, de la sous-famille des Harpalinae, de la super-tribu des Lebiitae, de la tribu des Lebiini et de la sous-tribu des Cymindidina.

## Espèces
- Cymindis americana
- Cymindis borealis
- Cymindis cribricollis
- Cymindis elegans
- Cymindis evanescens
- Cymindis laticollis-or-interior
- Cymindis neglecta
- Cymindis pilosa
- Cymindis planipennis
- Cymindis unicolor
- Cymindis uniseriata
- Cymindis vaporariorum